# Aulopareia unicolor
Aulopareia unicolor là một loài cá biển thuộc chi Aulopareia trong họ Cá bống trắng. Loài này được mô tả lần đầu tiên vào năm 1849.

## Từ nguyên
Tính từ định danh unicolor trong tiếng Latinh nghĩa là “đơn sắc”, hàm ý đề cập đến một kiểu màu duy nhất của loài cá này là vàng nâu.

## Phân bố và môi trường sống
A. unicolor có phân bố không liên tục trong khu vực Đông Ấn - Tây Thái, bao gồm phía đông bắc Ấn Độ, bờ nam Thái Lan, Malaysia và đảo Java (Indonesia). Ở Việt Nam, A. unicolor được ghi nhận tại cửa Ba Lạt và khu vực vịnh Nha Trang–vịnh Vân Phong.
A. unicolor lần đầu tiên được ghi nhận ở Địa Trung Hải, khi mà 6 mẫu vật của loài này được thu thập tại bờ biển Port Said và Damietta (Ai Cập). Do không phải là loài bản địa nên những cá thể này có thể theo nước dằn tàu thoát ra ngoài hoặc là do sự thả cá cảnh.
A. unicolor thường được tìm thấy trên nền đáy mềm như bùn ven rừng ngập mặn và cửa sông, được tìm thấy ở độ sâu đến ít nhất là 6 m.

## Mô tả
Chiều dài tổng lớn nhất được ghi nhận ở A. unicolor là 11,8 cm. Cá thường có màu nâu vàng với nhiều đốm màu xanh sáng ở hai bên thân. Cá con có một đốm đen nhỏ trên cuống đuôi (mờ hơn khi trưởng thành). Vây bụng có màng liên kết. Có vảy lược, ngoại trừ cằm và bụng là vảy láng, đầu trơn; vùng chẩm và phía trên của xương nắp mang có vảy láng.
Số gai ở vây lưng: 7; Số tia vây ở vây lưng: 10; Số gai ở vây hậu môn: 1; Số tia vây ở vây hậu môn: 9.